# Campanile di Mortegliano
Il campanile di Mortegliano, paese in provincia di Udine, sorge a fianco del duomo arcipretale dei Santi Pietro e Paolo. 
Esempio di eclettismo novecentesco, è uno degli edifici più alti d'Italia (113,20 metri) ed è il primo campanile, precedendo in altezza il più noto Torrazzo di Cremona (112,54 metri). Opera unica nel suo genere, mutua dal vicino duomo la pianta ottagonale, ed è costituito da un’ossatura di travi e pilastri in calcestruzzo armato a vista; il tamponamento è in muratura di laterizi leggeri.

## Storia

### L’antico campanile della chiesa di San Paolo
Non si hanno notizie dell’epoca di costruzione dell’antico campanile, del quale rimangono alcune testimonianze fotografiche. Esso esisteva già accanto alla chiesa che nel 1490 era stata demolita per far posto a una nuova pieve di San Paolo, consacrata nel 1496. Nel 1864, quando quest’ultimo edificio venne abbattuto per far posto all’attuale duomo, il campanile venne risparmiato, nonostante ormai da tempo risultasse pericolante: già nel 1686 era stato danneggiato da un fulmine che ne aveva distrutto la cuspide, e in quell’occasione era stato rialzato di un piano e coperto con un semplice tetto. Nel novembre del 1909 il prefetto di Udine ordinò la sospensione del suono delle campane. Dopo la demolizione della torre, avvenuta alla fine del 1913, i morteglianesi sentirono più forte la nostalgia di una torre campanaria e del suono a distesa delle campane, e si pensò subito alla nuova costruzione, ma i lavori di completamento del duomo per renderlo utilizzabile e poi lo scoppio della prima guerra mondiale fecero deporre ogni pensiero in proposito.

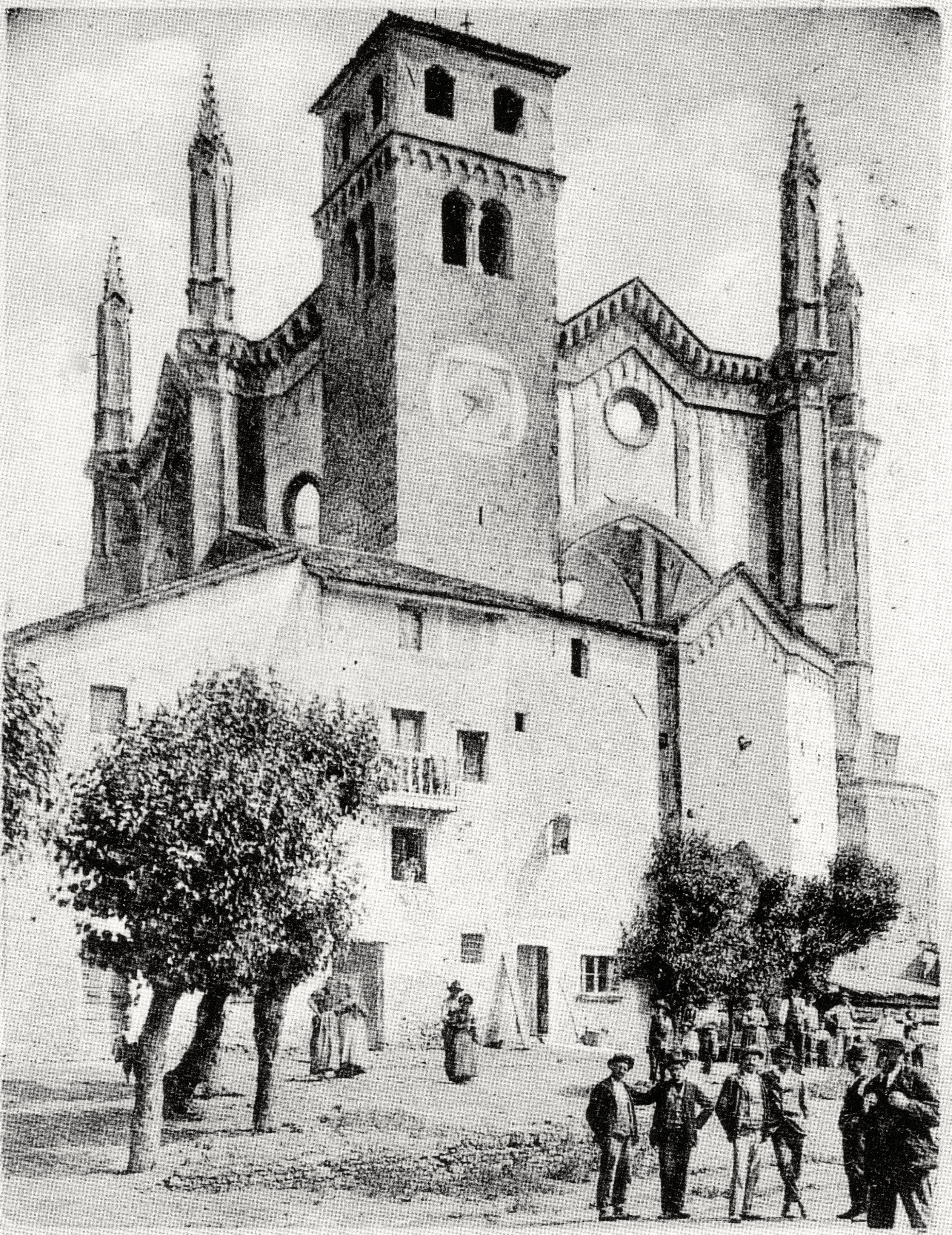
L'antico campanile con il duomo ancora in costruzione in una foto anteriore al 1906.

### Il progetto di Antonio Piani (1900)
Un primo disegno per un nuovo campanile era già stato predisposto dall’ing. Antonio Piani di Torsa in occasione della stesura di un progetto presentato al concorso del 1898 per completamento della copertura del duomo.
Le strutture del campanile. Le murature del campanile sono di struttura laterizia. Per le cornici ed altri aggetti decorativi si adopreranno mattoni appositamente formati, seguendo lo stesso sistema con cui sono state costruite le murature della chiesa. Le scale sono in pietra e disposte a sbalzo. Le impalcature da solaio sono in legno. Il coperto consiste in una volta interna a schifo costruita in cotto, e di una copertura esterna in lamiera di ferro zincato. Questa copertura esterna è sostenuta da un’incastellatura in ferro a guisa di stilata piramidale a base ottagona. Le membrature principali sono costituite da otto costole rilegate con arcarecci paralleli ai lati di base. Tutto il sistema poi è opportunamente controventato con croci di Santandrea ed altri tiranti, come mostra il disegno (v. tavole litografate) e come vedremo meglio nella parte riservata al calcolo. Inutile dire che le lamiere, come quelle per la copertura della chiesa, sono fissate a listelli in legno, i quali alla loro volta sono sostenuti da un ordine di travicelli pure in legno. Il passaggio dalla pianta ottagonale della volta a schifo a quella quadrata Q1 campanile, è fatto con quattro piccole arcate diagonali ad imbotte conico»

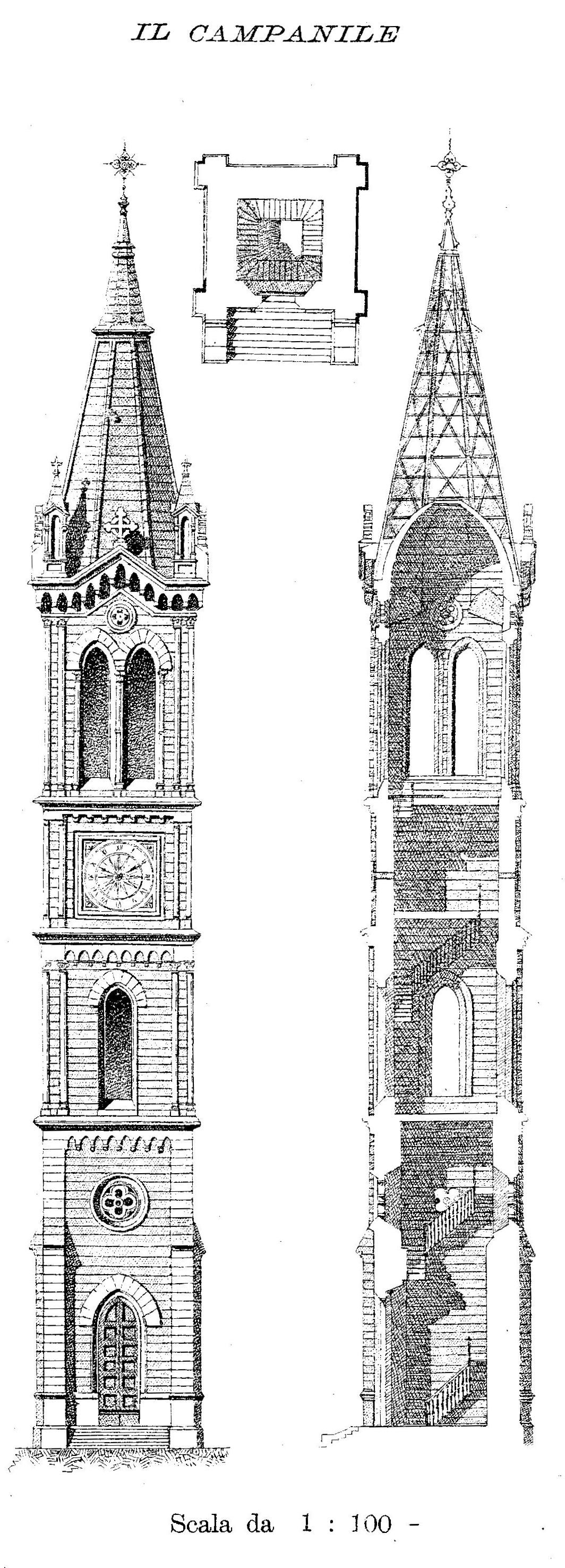
Il progetto di Antonio Piani (1900).

### Il progetto di Vittorio Bigaro (1910)
Conclusi i lavori per la copertura del duomo, anche il capomastro che ne era stato l’ideatore aveva presentato un suo progetto, che consisteva in un campanile che si sviluppava in altezza su una delle torri, ancora esistenti, che affiancano le absidi del duomo.

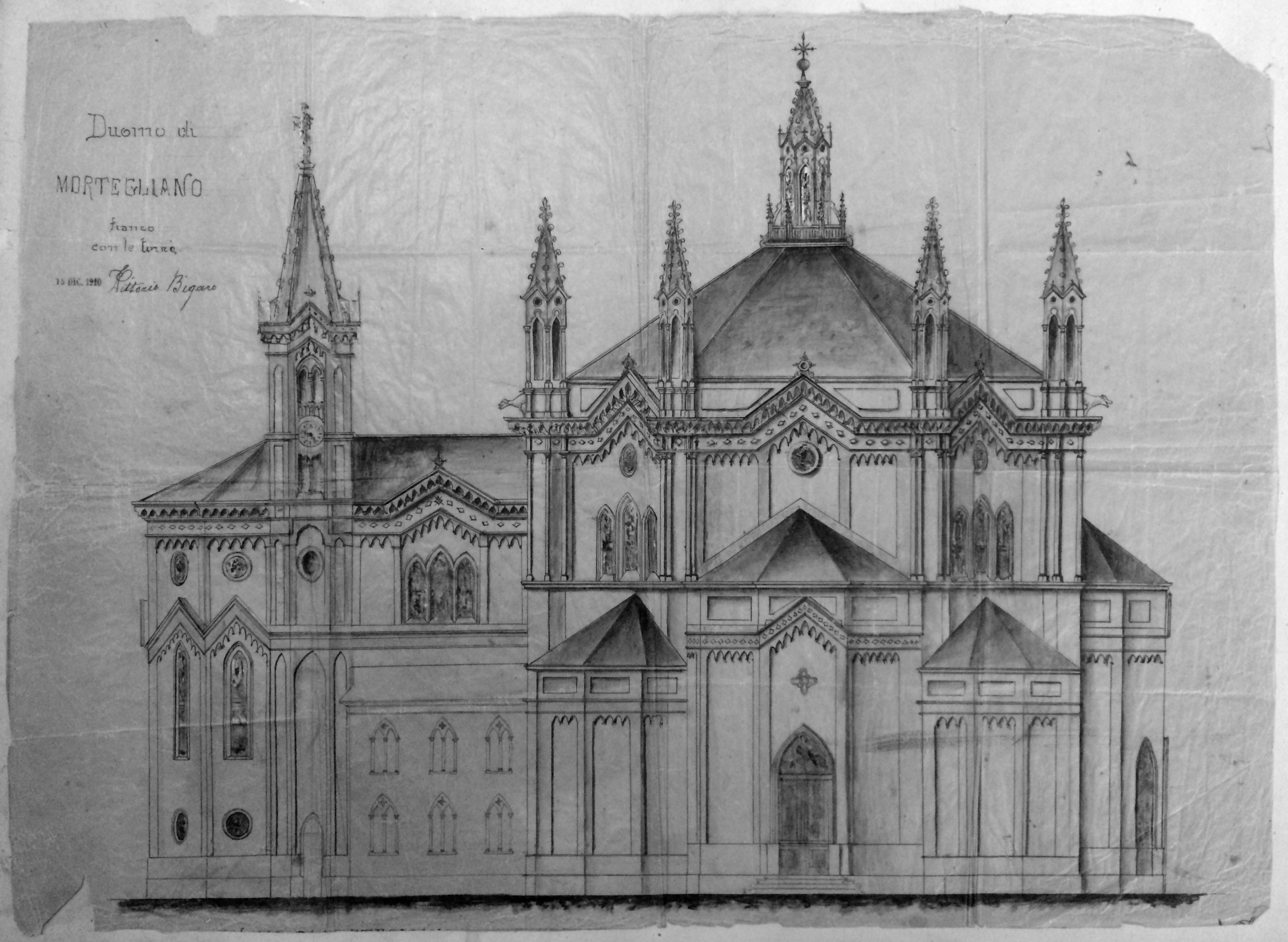
Vittorio Bigaro, Duomo di Mortegliano. Fianco con torri (1910).

### I progetti di L. Ferrari, G. Liccaro ed E. Cargasacchi (1923-25)
Nel dopoguerra venne riconsiderata l’idea della costruzione del campanile: esso sarebbe dovuto servire al triplice scopo di monumento ai caduti, di torre campanaria e di serbatoio per l’acquedotto. Incaricati dalla Commissione del duomo e dall’allora Arciprete mons. Leonardo Palese, gli ingegneri Lionello Ferrari e Giorgio Liccaro (in un primo tempo con il contributo dell’architetto E. Cargasacchi) prepararono un progetto completo, ma per le ingenti spese e per la diversità d’opinione del paese esso venne accantonato. 
Durante la seconda guerra mondiale l’arciprete d’allora, mons. Olivo Comelli, riprese la proposta di costruire un campanile. Un capitale già raccolto venne usato per acquistare una grande quantità di pietra delle cave di Torreano. L’esecuzione dell’opera però subì ancora dei ritardi. Giunto in parrocchia nel dicembre 1948, il nuovo arciprete mons. Valentino Buiatti (1892-1959) dovette prendere in esame la cuspide e il tetto del duomo, minacciato da infiltrazioni d’acqua. Nel medesimo tempo si pensò ai lavori interni di arredamento e abbellimento. Soltanto nel 1954 si tornò ad agitare il problema del campanile. L’architetto udinese Pietro Zanini (1895-1990) ricevette dunque l'incarico per la preparazione di un progetto adatto al duomo.

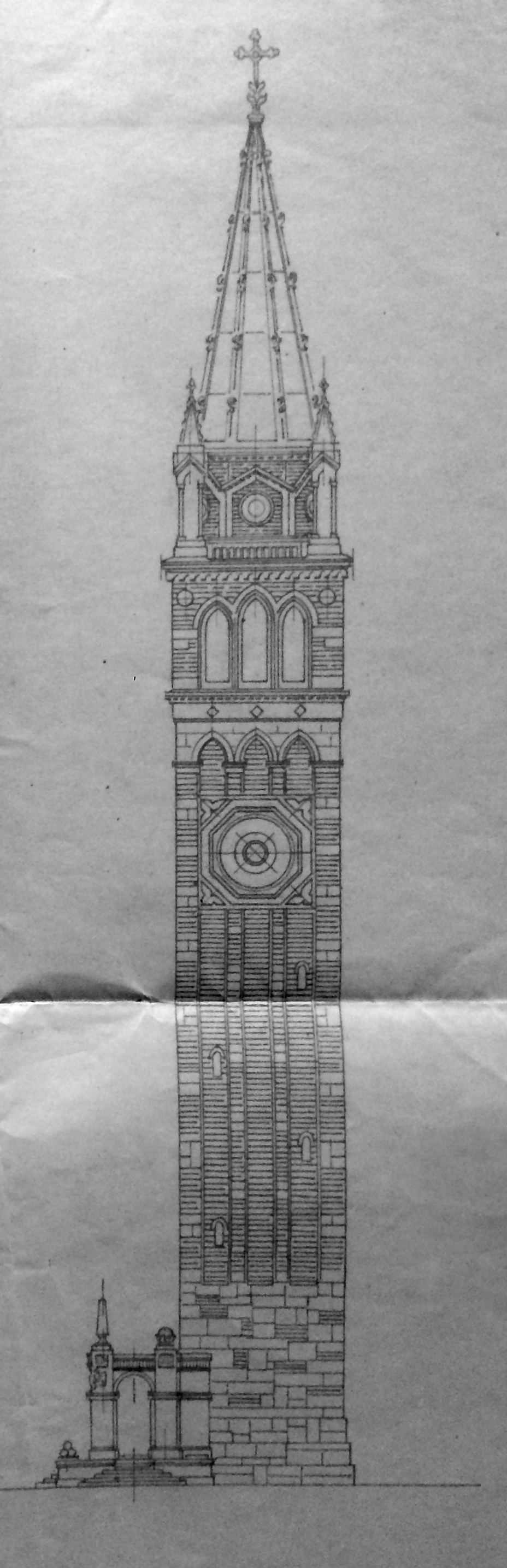
Il primo progetto di Ferrari, Liccaro e Cargasacchi (1924).
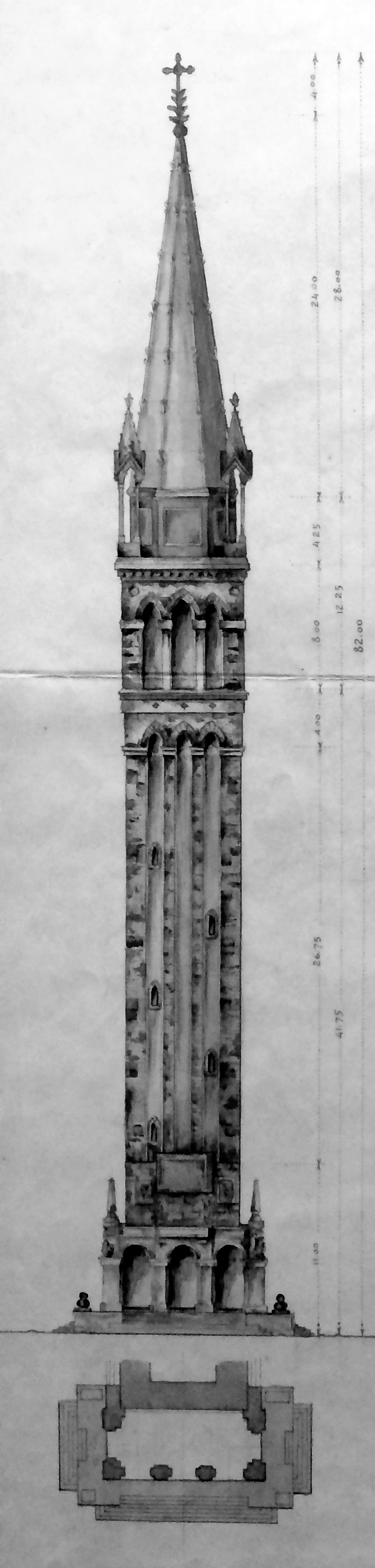
Il secondo progetto di Ferrari e Liccaro (1925).

### Il nuovo campanile di Pietro Zanini (1954)
L’ideazione e la costruzione dell’attuale edificio si collocano nel secondo dopoguerra, in un periodo caratterizzato da rapidi e radicali cambiamenti, da un certo ottimismo e dall’espansione demografica ed edilizia del paese, il quale andava assumendo gradualmente l’aspetto odierno. In questa situazione i morteglianesi sentivano profondamente la spinta morale comune che li condusse alla realizzazione del campanile. L’incarico della stesura di un nuovo progetto venne affidato dall’arciprete mons. Valentino Buiatti all’architetto Pietro Zanini, uno dei professionisti di spicco del Friuli dell’epoca. Zanini, che negli anni Trenta si era confrontato con le suggestioni del razionalismo, nel campo dell’architettura sacra aveva maturato una certa esperienza con diverse chiese, come quella del Cristo a Udine, di Camino al Tagliamento e di Urbignacco di Buia.

#### Il primo progetto (7 dicembre 1954)
Il primo progetto presentato alla Commissione diocesana d’Arte Sacra di Udine risentiva fortemente del vincolo stilistico del duomo, del quale sviluppava gli elementi neogotici: l’impostazione era evidente nell’uso dei contrafforti, nella ripresa delle aperture circolari e soprattutto nella riproduzione di una guglia pressoché identica a quella della chiesa progettata da Andrea Scala. Tuttavia tale progetto non venne approvato proprio perché – si disse – seguiva troppo l’immagine del duomo, mentre sarebbe stato preferibile preparare un disegno che, pur rispettando le linee della chiesa esistente, rispecchiasse anche il senso e il gusto dell’epoca. 

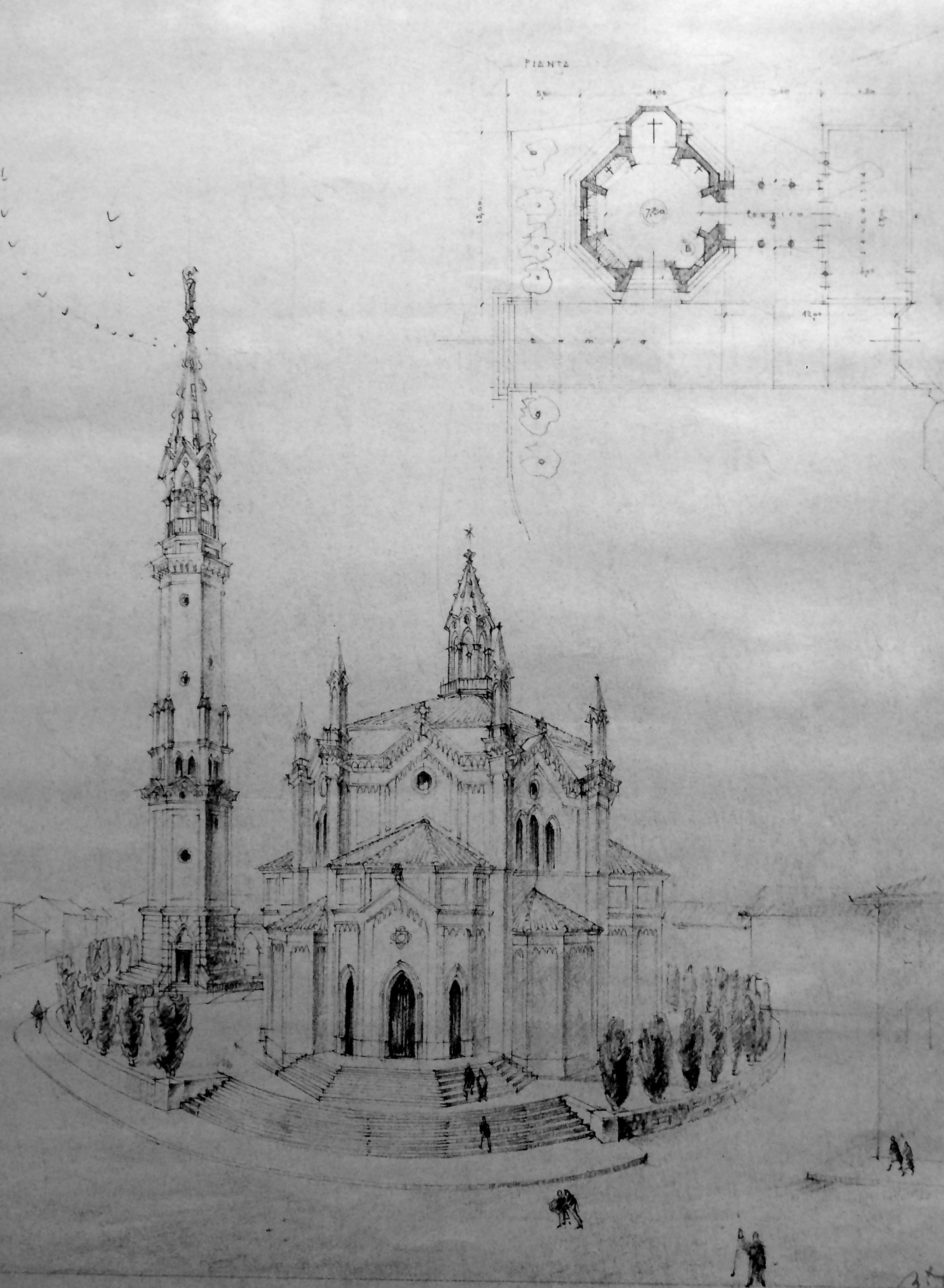
Il primo progetto di Pietro Zanini (1954).

#### Il secondo progetto (maggio 1955)
Venne preparato allora un secondo progetto, che è quello che fu eseguito. Oltre all’aspetto esterno, la differenza principale rispetto all’idea precedente riguarda l’uso prevalente del calcestruzzo armato, che era già molto diffuso in tutto il mondo e rappresentava ormai una tecnica costruttiva di grande successo anche negli edifici di culto: «È il materiale l’autentico segnale di modernità che consente però anche una economia nel lavoro ed il raggiungimento di altezze vertiginose senza dovere allargare la base dell’edificio. Zanini dunque, estroflettendo la struttura portante e lasciandola a vista, reinterpreta la tensione ascensionale dello spirito gotico senza imitarne lo stile». 
La relazione illustrativa di Pietro Zanini, è contenuta nel dattiloscritto Il campanile di Mortegliano: il documento non è datato, ma il paragrafo finale nel quale si dichiara che è stato ultimato il secondo tronco permette di collocare la relazione alla fine del 1955 e gli inizi del 1956, come si evince dal confronto con il Giornale dei lavori.
Arch. Pietro Zanini
Nota. La costruzione dell’originale campanile è arrivata attualmente alla fine del II tronco, di cui il primo già rivestito in pietra e il secondo parzialmente.»
Infatti, dopo varie sedute della Commissione fabbricaria e tre vicìnie dei capifamiglia, si era ormai passati all’inizio dei lavori. Nella mattinata del 28 marzo 1955, dopo la Messa e il canto del Veni, creator Spiritus era iniziato lo scavo per la costruzione delle fondamenta nel luogo prescelto per l’edificio, ossia a fianco dell’abside del duomo, nello spazio preparato con l’abbattimento di alcune case della cortina e sull’area cimitero che si trovava attorno all’antica pieve di San Paolo.

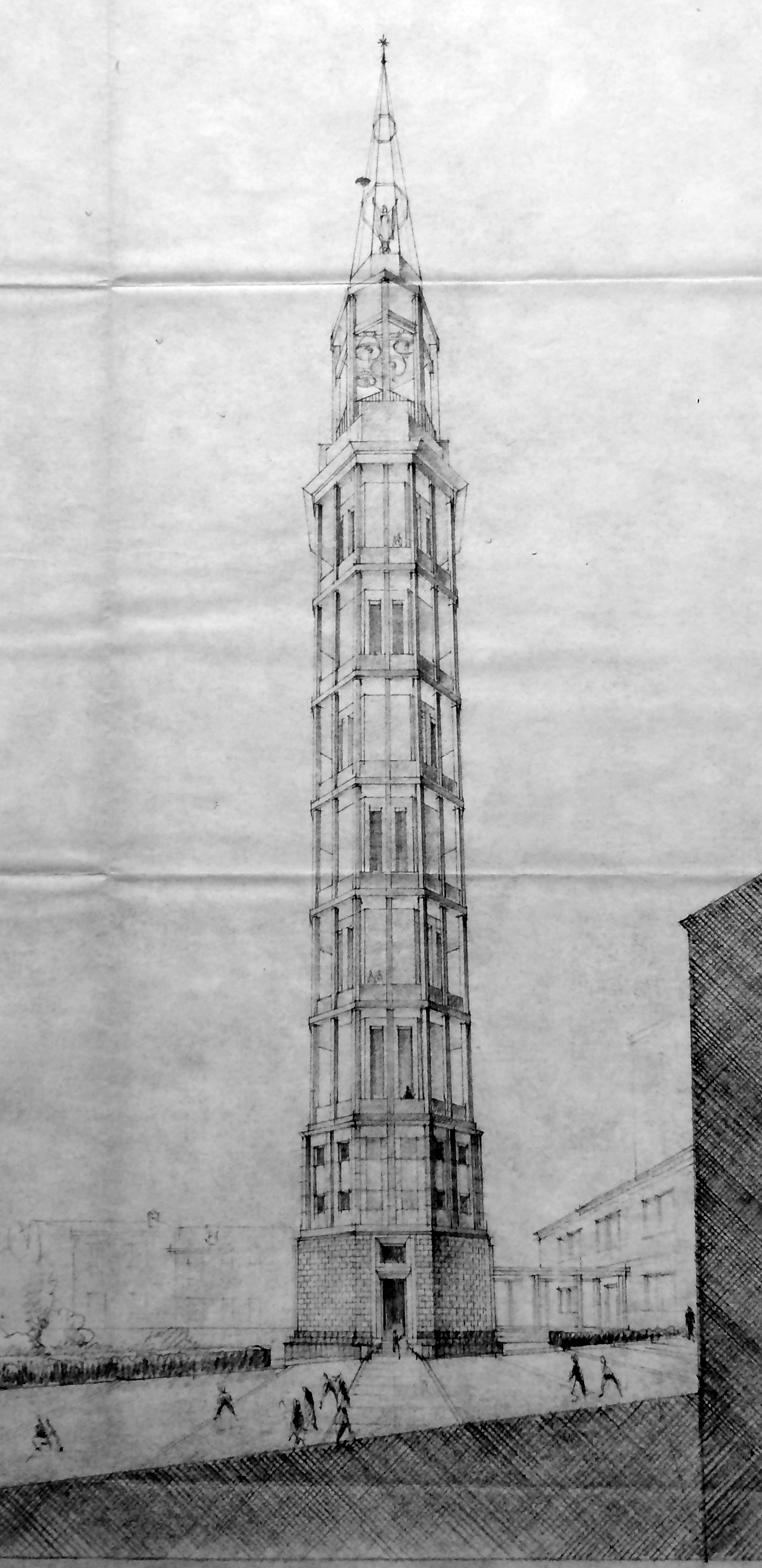
Il secondo progetto di Pietro Zanini (versione del maggio 1955).

##### Le varianti al secondo progetto (1956-1958)
Il secondo progetto predisposto da Zanini andò incontro a ulteriori modifiche in corso d’opera. Le variazioni più consistenti riguardarono la cuspide, che nel corso del 1958 venne progettata secondo le forme attuali. Della relazione illustrativa pubblicata sul numero unico stampato per l'inaugurazione si riportano soltanto i passaggi che si differenziano rispetto alla precedente:
Terminata l'opera, lo stesso Zanini pubblicò in un opuscolo i dati definitivi del campanile:

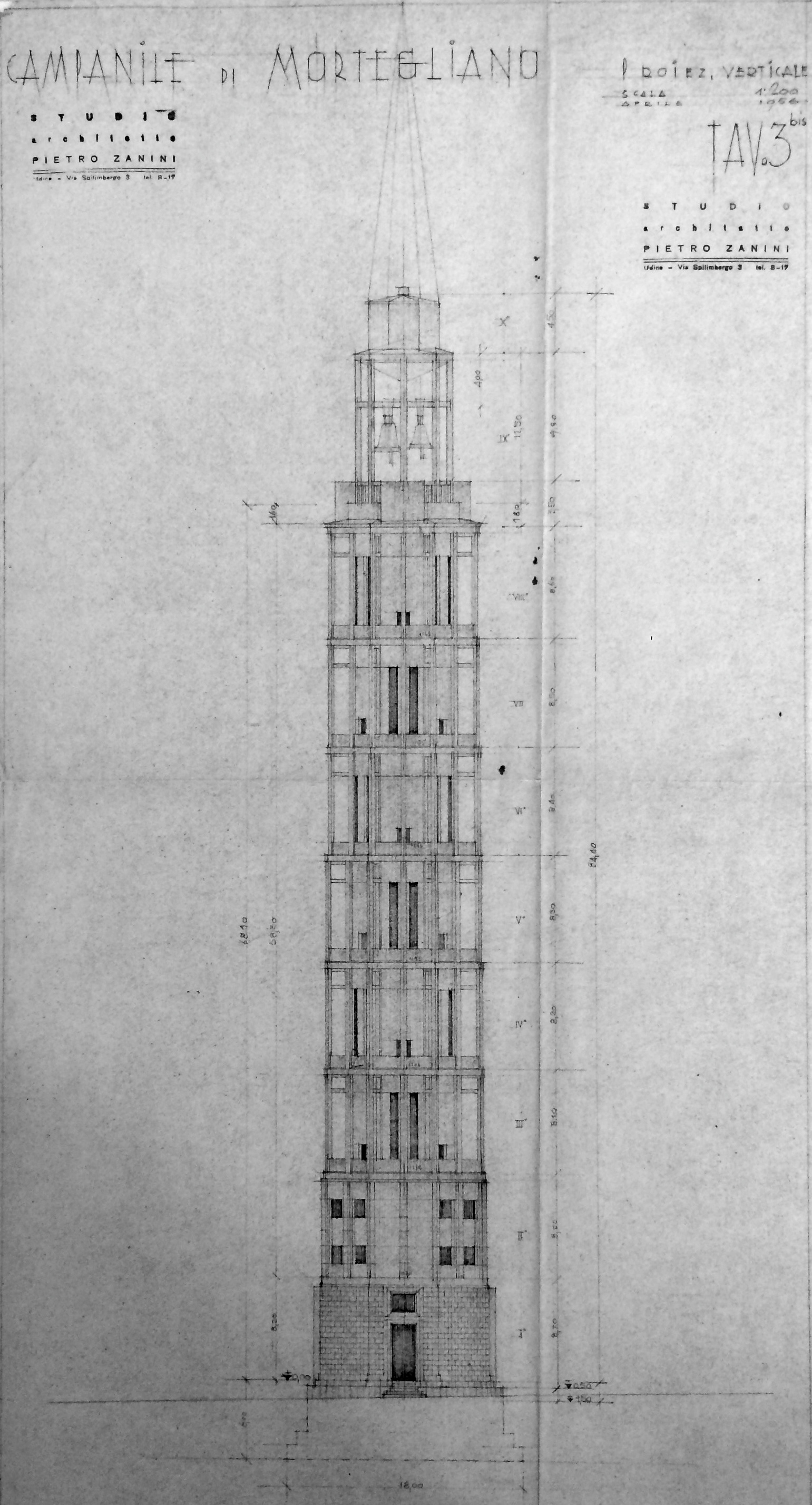
Il secondo progetto di Pietro Zanini (versione dell'aprile 1956).

### Le fasi e le tecniche costruttive
Nella mattinata del 28 marzo 1955 era dunque iniziato lo scavo per le fondamenta. In meno di un mese vennero scavate le fondamenta e furono condotte, dal torrente Torre, la sabbia e la ghiaia necessarie per le fondamenta stesse. Il 19 aprile 1955 venne benedetta dall’arciprete la prima pietra. Il lavoro di scavo fino alla soletta della cappella venne diretto dalla ditta edile locale Vesca Battista, sotto la sorveglianza e direzione dell’architetto Zanini, che nel frattempo andava elaborando il progetto definitivo. La costruzione del campanile iniziò il 4 maggio 1956 sulle fondazioni predisposte dai volontari del paese, e fu portata a termine il 22 agosto 1959 dalla impresa assuntrice, dopo aver ultimato la cuspide, aver applicato gli intonaci alle pareti esterne e aver posti in opera i manufatti di chiusura delle finestre dei vari tronchi. La costruzione del campanile è stata attuata per mezzo di una doppia armatura in tubi di ferro disposta lungo il perimetro esterno, con la parte esterna a sbalzo, e con la parte interna poggiante sulla soletta di copertura di ogni tronco. L’armatura veniva costruita all’altezza di ogni tronco e si ripeteva quindi l’operazione per quello successivo, gettando prima i pilastri esterni, poi quelli interni, e quindi la soletta di copertura. Per la parte dall’ottavo tronco fino al tamburo sovrastante la cella campanaria era stata realizzata una doppia armatura perimetrale tubolare dell’altezza di 16 metri. Per la costruzione della cuspide, infine, una seconda armatura, impostata sopra la copertura della cella campanaria, si innalzava per altri 25 metri. Per ovviare alle scariche elettriche, durante il lavoro, l’armatura veniva di volta in volta collegata con la terra mediante filo di rame. Il sollevamento del materiale è stato effettuato con un argano elettrico collocato a quota zero e terminante con un braccio girevole impostato su una armatura tubolare collocata all’interno del campanile e sollevata di tronco in tronco fino alla cella campanaria attraverso un foro centrale lasciato appositamente in ogni singola soletta. Dalla cella campanaria alla sommità della cuspide il materiale, giunto sopra la copertura dell’ottavo tronco, giungeva al piano di lavoro per mezzo di arganelli collocati sull’esterno dell’armatura. Per l’acqua necessaria durante il corso dell’opera è stato costruito un serbatoio nella parte sotterranea del campanile, e sono installate delle centrifughe e dei serbatoi a quote diverse per l’innalzamento fino al piano di posa della cuspide. Durante i mesi invernali dei tre anni di lavoro il cantiere è rimasto chiuso. Così i lavori vennero sospesi il 22 dicembre 1956 fino al 27 febbraio 1957, dopo aver ultimato i primi due tronchi. In quei mesi l’ing. Mario Bosco redasse i calcoli delle strutture in cemento. Il 29 novembre 1957 i lavori vennero di nuovo sospesi fino al 22 aprile 1958. Risultarono completati i tronchi dal terzo al settimo. Il 27 novembre erano già completati l’ottavo tronco, la cella campanaria, il tamburo e la parte iniziale della cuspide, e il cantiere venne chiuso fino al 25 marzo 1959. Il 16 maggio venne issata la croce. Sabato 19 settembre 1959 fu l’ultima giornata di lavoro per elettricisti e muratori.
| Progettista                                                                            | arch. prof. Pietro Zanini di Udine                  |
| Calcoli statici                                                                        | ing. dott. Mario Bosco di Udine                     |
| Fondamenta                                                                             | ditta «Battista Vesca» di Mortegliano               |
| Impresa costruttrice                                                                   | ditta «Giovanni Pavan» di Pordenone                 |
| Croce                                                                                  | ditta «Chiarandini» di Udine                        |
| Pannelli della cuspide, finestroni degli ottagoni e balaustrata della cella campanaria | ditta «Mattia Deana e F.» di Flumignano             |
| Lavorazione pietra e marmo dell’ottagono dei primi due tronchi, portale e finestroni   | ditta «Davide Paron» di Mortegliano                 |
| Guidamano delle scale interne, telai delle finestre, porte degli ottagoni              | ditta «Fratelli Paolitti fu Italico» di Mortegliano |
| Porta centrale e laterali                                                              | ditta «Gori e Beltrame» di Mortegliano              |
| Impianto per illuminazione esterna ed interna                                          | prof. Gino Della Vedova di Mortegliano              |
| Tinteggio ottagoni e preparazione quadranti orologio                                   | ditta «Alfonso Comand» di Mortegliano               |
| Campane con incastellatura e motorizzazione elettrica                                  | ditta «Broili» di Udine                             |
| Orologio a quattro quadranti                                                           | ditta «Solari» di Pesariis                          |
| Impianto parafulmine a quattro cordate                                                 | ditta «Ergon» di Ancona                             |

### Dati tecnici
Questi i principali dati relativi alla costruzione del campanile e alle sue caratteristiche:
| Altezza complessiva                 | m 113,20 |
| Diametro                            | m 13     |
| Circonferenza                       | m 42,80  |
| Altezza media dei tronchi           | m 8      |
| Altezza dei quadranti dell'orologio | ca. m 3  |
| Altezza della cuspide               | m 22     |
| Altezza della croce                 | m 4,50   |
| Scalini                             | 330      |
| Ore lavorative del 1956             | 13.400   |
| Ore lavorative del 1957             | 21.300   |
| Ore lavorative del 1958             | 12.500   |
| Ore lavorative del 1959             | 7.200    |
| Ore lavorative totali               | 54.400   |
| Giornate lavorative totali          | ca. 6850 |
| Cemento                             | q 3200   |
| Ferro                               | q 1250   |
| Sabbia e ghiaia                     | m³ 1250  |

### L’inaugurazione (20 settembre 1959)
Domenica 20 settembre, dopo una messa solenne celebrata in duomo, il patriarca di Venezia mons. Giovanni Urbani benedisse il nuovo campanile. Migliaia di persone provenienti da tutto il Friuli e da fuori affollarono anche il Te Deum officiato nel pomeriggio dall’arciprete nonostante le sue precarie condizioni di salute. Mons. Buiatti sarebbe morto il giorno di Natale dello stesso anno, dopo soli tre mesi dall’inaugurazione della sua opera.

### I restauri del 1990
Alla fine degli anni Ottanta si erano evidenziati sulla struttura segnali di deperimento, inizialmente tollerati come normali conseguenze di ritiro. Tuttavia il loro progresso accelerato, la loro diffusione generalizzata e le potenziali conseguenze pericolose avevano creato preoccupazione.
Dagli spigoli delle colonne si staccavano schegge di calcestruzzo, le quali, lasciando scoperto il ferro di armatura, cadevano sui ripiani o sulla sottostante area, aperta alla circolazione pedonale. Lungo le linee di contatto cemento-laterizio si aprivano larghe fessure. All’intradosso di solette e travi si sfaldavano lenti di calcestruzzo. Dagli esami in situ era risultato che la crosta di calcestruzzo direttamente esposta alle piogge, anche se priva di lesioni, era molto porosa, assorbente e friabile. Risultavano compromessi dall’umidità gli intonaci esterni: i ferri scoperti si erano ovviamente ossidati, e il fenomeno si era esteso anche a parti apparentemente protette. Infine, un intervento extra-progetturale che avrebbe dovuto rivestire un carattere di manutenzione aveva in realtà causato serie offese alla struttura: a una quota intermedia della incastellatura per le campane vi era una soletta; in corrispondenza degli attraversamenti delle aste metalliche filtrava acqua meteorica, e per bloccarla si era operata una sigillatura in cemento; l’opera, che provocava una saldatura dell’incastellatura campanaria con il cemento armato, risultava non corretta, perché produceva sforzi orizzontali non previsti sulle colonne periferiche.
Nonostante tutto ciò, le capacità resistenti della struttura erano nell’insieme solo minimamente debilitate. In ogni caso, la sempre più frequente caduta di materiali mise la parrocchia di fronte alla necessità di intervenire sui danni provocati dalle piogge acide e dagli altri agenti atmosferici, dai fulmini, dal terremoto del 1976, dalle vibrazioni provocate dal suono delle campane e da quelle dovute al traffico pesante della piazza. Per questo l’arciprete mons. Antares invitò l’ing. Dario Vendruscolo di Udine e il geom. Alessandro Cirio a un sopralluogo con proposte per un ripristino. Il rapporto dimostrava la gravità dello stato del campanile e prevedeva una spesa ingente. Non essendoci dunque la necessaria disponibilità finanziaria della parrocchia l’unica soluzione fu quella di transennare l’area circostante il campanile e di chiedere l’intervento della direzione della Protezione Civile della Regione Friuli - Venezia Giulia, che in seguito finanziò il restauro.

#### Il problema e le cause
La relazione dell’ing. Dario Vendruscolo in vista della manutenzione straordinaria (28 marzo 1988) si basava su un’indagine indirizzata in vari campi, ma fondamentalmente riconduceva il degrado a quattro cause fondamentali:
l) la qualità del calcestruzzo e i difetti costruttivi: nei getti massicci interni il calcestruzzo originario risulta compatto, omogeneo e di buona durezza, ma nelle colonne si notava la separazione dei componenti (prevalenza di inerti nelle parti basse e di legante in quelle alte); il ricoprimento del ferro risultava modesto in relazione al diametro delle barre di ferro da proteggere; l’estradosso dei ripiani non aveva pendenza né fori per lo scolo della piogga;
2) gli influssi ambientali: le superfici direttamente esposte ai fattori climatici apparivano caratterizzate dalla carbonatazione della pietra cementizia, con riduzione dell’alcalinità naturale del calcestruzzo (che in condizioni normali inibisce l’ossidazione del ferro); l’anidride solforosa apportata dalle piogge acide produce disgregazione, favorisce la penetrazione dell’umidità con conseguente corrosione, ossidazione del ferro, aumento di volume e sfaldamento del calcestruzzo;
3) l’impostazione progettuale: la struttura è stata organizzata internamente a telaio, ossia è composta da aste verticali ed orizzontali solidarizzate ai nodi, e di fatto l’orditura in opera è costituita da due serie di colonne distribuite su anelli concentrici; nel calcolo è stato considerato attivo solo l’anello interno, notevolmente più robusto e ciò a favore di sicurezza, nelle intenzioni; tuttavia le colonne esterne sono le più sollecitate in concomitanza con la flessione a mensola della torre, ma non essendo predisposte al lavoro cui vengono assoggettate, restano danneggiate per azione meccanica, debilitazione per carico di punta, cernierizzazione ai nodi; inoltre i settori in muratura di laterizio sono incastonati nei riquadri dell’intelaiatura in cemento armato, ma i due materiali hanno diverso comportamento elastico e diversa dilatazione termica, cosicché il contatto diventa forzato e la parte meno dotata, il muro, risulta maggiormente compromessa; 
4) l’uso e la manutenzione: l’utilizzo normale del manufatto comporta sollecitazioni originate dall’oscillazione delle campane, dalla spinta di vento, dalle scosse da scariche elettriche atmosferiche, dalle vibrazioni trasmesse dal terreno (sia di origine artificiale, come il traffico stradale, sia naturale come i terremoti).

#### Il ripristino
Qualunque rimedio ai danni non poteva prescindere da una difesa totale dagli agenti aggressivi, poiché avrebbe avuto carattere provvisorio e sarebbe potuto risultare addirittura pericoloso. Si aggiunse che ogni provvedimento, rivolto anche soltanto alla salvaguardia della sicurezza, avrebbe richiesto l’impostazione di una impalcatura, che costituiva l’onere più pesante dell’intera operazione.
L’intervento necessario e sufficiente si delineò dunque in questo modo:
- asporto delle parti lesionate o friabili; liberazione delle aste dell’incastellatura delle campane dalla soletta intermedia.
- sabbiatura di tutte le superfici con particolare cura per il ferro;
- trattamento protettivo sotto le parti asportate e preparatorio per l’aggrappaggio di malte;
- ripristino con malta additivata antiporosità, con caratteristiche meccaniche conformi a quelle dei getti esistenti; in corrispondenza della soletta intermedia della loggia campanaria e dei nodi cernierizzati delle colonne esili esterne il ripristino andava fatto con malta plastica;
- spatolatura di tutte le superfici in calcestruzzo con impasto resistente al passaggio dell’anidride carbonica;
- pittura finale con prodotto speciale resistente al passaggio dell’anidride carbonica e permeabile al vapore acqueo (l’umidità interna non doveva essere imprigionata);
- demolizione, rifacimento e pittura protettiva degli intonaci esterni;
- formazione di giunti elastici in corrispondenza dei bordi verticali della muratura al contatto con le strutture in calcestruzzo;
- impermeabilizzazione delle pavimentazioni esposte alla pioggia.

Il lavoro si avvalse del supporto di oltre 4.500 metri di tubi e previde la scalpellatura a mano, la pulizia con idrosabbiatrici ad una pressione di ottanta atmosfere, il trattamento delle malte con resine sintetiche contenenti anticorrosivi e leganti cementizi, la collocazione di malte con microfibre polimeriche per la superficie. La rasatura delle superfici venne effettuata con malta fine impermeabile all’acqua, ma permeabile al vapore. Venne poi applicata una vernice protettiva acrilica grigia e terra di Siena. I terrazzi vennero impermeabilizzati con prodotti appositi. 
Il 2 gennaio 1990 i primi ponteggi vennero montati ed iniziarono i lavori per il ripristino. Il ponteggio giunse alla cella campanaria il 15 febbraio e alla base della croce il 7 marzo. Venne installato un montacarichi per i materiali e i mezzi da impiegare. Il 20 aprile la cuspide del campanile era già libera dalle impalcature e iniziò il lavoro alla cella campanaria. Per l’occasione vennero rivisti anche i motori delle campane e i meccanismi degli orologi. Dal 29 aprile venne sospeso il suono delle campane. Il 19 giugno la cella campanaria venne liberata dalle impalcature e alle ore 17 del 23 giugno le campane ripresero a suonare. Nei vari piani vennero sostituite le porte di uscita, mentre le finestre traforate vennero dotate di serramenti interni. Il 21 ottobre 1990, con la sistemazione dello spazio circostante, i lavori vennero completati.
Il 27 gennaio 1991 l’arcivescovo di Udine mons. Alfredo Battisti inaugurò l’opera restaurata.

### I restauri del 2005-2009
Nel 2005, in occasione della sostituzione dell’incastellatura delle campane, sono state nuovamente verificate le condizioni del manufatto in vista di un intervento di ripristino di alcune parti. Tale intervento, progettato dall’ing. Arturo Busetto, è stato portato a termine nel 2009 grazie a un contributo regionale.

## Descrizione
Il campanile è situato accanto al duomo, iniziato nel 1864 su progetto dell’architetto Andrea Scala e completato in forma eclettica secondo moduli dello storicismo che richiamano lo stile neogotico. Esso è situato in uno slargo, denominato «cortina», che lo circonda isolandolo. L’architetto Zanini mise in evidenza il fatto che tale slargo non entrava in rapporto volumetrico, per la sua vastità, con l’edificio del duomo, e che la mancanza del campanile non faceva che accentuare questo aspetto. I vincoli di cui tenere conto per la realizzazione del progetto erano dunque il duomo e la «cortina» come spazio urbanistico. Proprio l’imponenza del duomo suggeriva la valorizzazione di un unico punto focale da accentuarsi verticalmente. Tra le altre esigenze manifestate al progettista, v’era l’esigenza di ubicare una cappella al primo piano del tronco di base, e quella di servirsi di un sistema costruttivo economico. 
L’ispirazione giunse a Zanini dal campanile di Pisa, da quello del duomo di Pistoia, da quello di San Gottardo in Corte a Milano e da Chiaravalle in Lombardia. Essa trovò realizzazione concreta attraverso strutture principali in calcestruzzo armato a telai chiusi perimetralmente da muri leggeri di laterizio. 
L’edificio si presenta dunque in cemento armato a vista, costituita da colonne a sezione poligonale digradanti verso l’alto, poste ai vertici della pianta ottagonale ed emergenti da un basamento massiccio e collegate da solette nervate disposte ogni 8 metri. Il corpo centrale è tamponato con muri di laterizio forato intonacato con alternanza di pareti finestrate e cieche. 
La forma planimetrica, che replica quella del duomo, è dunque ottagonale con doppia apotema della lunghezza in luce di 12 metri. Il campanile risulta composto da otto tronchi, dei quali sei a galleria periptera a piani sovrapposti. L’altezza dalla base alla sommità della cella campanaria è di 85 metri; da questa alla croce della cuspide è di circa 27 metri. L’altezza totale risulta di 113,20 metri. 
Il sistema costruttivo è risultato alquanto economico rispetto al classico tipo delle costruzioni in mattoni perché, mediante le strutture di calcestruzzo armato, si sono potuti adottare muri perimetrali di chiusura in laterizio leggero a spessore costante.
Le fondazioni sono formate da una platea a gradoni in conglomerato cementizio di area sufficiente a distribuire sul terreno, di natura ghiaiosa, un carico di oltre 30.000 Kg/m3. Lo zoccolo di fondazione ha uno spessore di circa 3 metri, ed è posato a quota –6 metri rispetto al piano terra. Su tale piattaforma sono stati impostati alcuni pilastroni di calcestruzzo armato, collegati orizzontalmente in ogni piano dalle multiple nervature perimetrali atte anche a sopportare il peso dei muri di riempimento.
La struttura verticale del campanile fino alla cella campanaria è dunque formata da un doppio ordine di otto pilastroni in calcestruzzo armato, la cui sezione diminuisce progressivamente verso l’alto; i pilastri portanti sono però quelli del nucleo interno. 
Il primo tronco e parzialmente il secondo sono stati rivestiti in pietra piasentina, mentre le rimanenti strutture in calcestruzzo armato sono rimaste con la superficie a getto naturale. La cappella prevista al piano d’ingresso, sollevato dal terreno di circa un metro, non è stata realizzata, così come non sono mai state allestite le aule per la catechesi previste nel primo e nel secondo piano, ricavati in un unico tronco. 
I diversi tronchi sono sensibilmente digradanti dal basso verso l’alto, sia nello spessore che negli elementi strutturali. Ogni tronco è chiuso da un solaio in calcestruzzo armato, sì da rendere possibile l’esecuzione dell’intera costruzione in più tempi senza pregiudizio di danni alle parti sottostanti. 
I pilastroni sono stati progettati in modo tale da sopportare, oltre al peso proprio e quello delle strutture orizzontali e di riempimento, anche la spinta del vento e l’azione dinamica delle campane, comandate elettricamente.

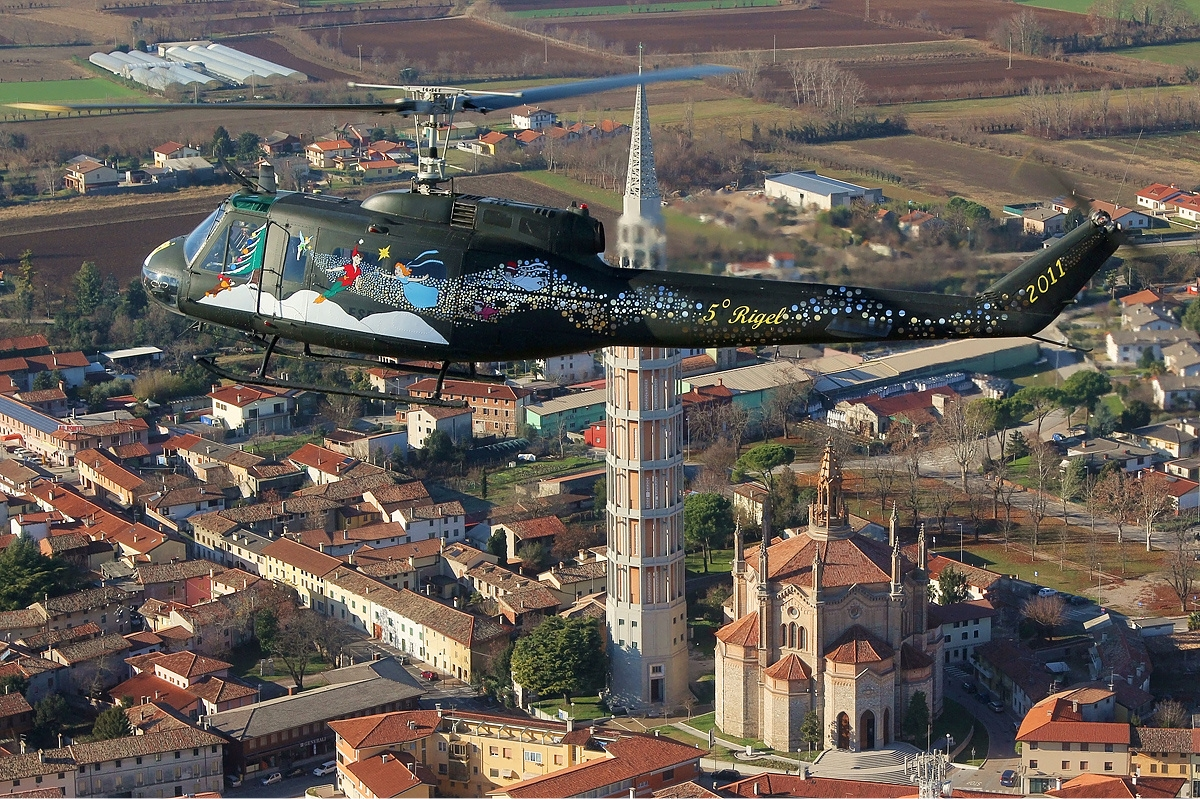
Elicottero Agusta-Bell AB205 dell'esercito italiano che vola sulla torre campanaria (Natale 2011)

La cella campanaria è formata da otto sottilissime nervature in calcestruzzo armato, ruotate di 22° 30’ rispetto ai pilastri sottostanti; a poco più di metà altezza, esse sono collegate fra loro da un anello di travi. Alta 12 metri, è recintata da un’alta balaustra portante i blocchi dei quattro orologi, e ospita un coro di quattro campane e un campanello. 
Il tamburo sovrastante, di dimensione ridotta rispetto alla cella, collega gli otto pilastri della cella e sorregge la cuspide, alta 22 metri; essa è formata dalle otto nervature di calcestruzzo che vanno rastremandosi verso il vertice e che sono collegate ogni 3 metri da travi orizzontali radiali. Su questa orditura sono stati inseriti dei pannelli prefabbricati di calcestruzzo armato che, essendo traforati, hanno permesso di alleggerire l’impatto visivo della cuspide. Essa era stata prevista, in un primo momento, con intelaiature strutturali in acciaio reggenti lastre di plexiglas trasparente. All’interno avrebbe dovuto essere collocata una statua dorata della Vergine Maria. 
La croce è in tubi di rame a quattro ordini.
La scala di accesso, in calcestruzzo, nei primi due tronchi è contenuta fra il doppio ordine dei pilastri, poi si sviluppa a spirale lungo le pareti interne dell’ottagono. Nei solai di ogni tronco è stato mantenuto un foro sufficiente al passaggio di un eventuale ascensore, foro che ha permesso, durante la costruzione, l’innalzamento di tutti i materiali.

## Le campane
In vista dell’inaugurazione, nel 1959, la struttura venne dotata di cinque campane e di un campanello. 
Tre di esse dovevano essere quelle fuse il 19 agosto 1922 dalla ditta Broili di Udine per un peso complessivo di Kg 3.897; erano dedicate a San Pietro (Do), a San Paolo (Re) e alla Vergine Maria (Mi).
Il 20 agosto 1959 ancora la ditta Broili fuse due nuove campane: una dedicata a San Giuseppe (Sib, del peso di Kg 2.660) e una all’arcangelo Raffaele (Fa, del peso di Kg 726). Il 1 settembre l’arcivescovo mons. Giuseppe Zaffonato benedisse le due ultime realizzate.
In seguito alla spaccatura di una delle campane, il 21 e il 22 marzo del 1963 tutte le cinque campane vennero calate dal campanile per essere nuovamente fuse in un nuovo concerto di quattro (La2, Si2, Do#3, Re3). Esse vennero create il 26 marzo di quell’anno dalla fonderia Clocchiatti di Colugna, e il 5 aprile vennero benedette dall’arcivescovo mons. Zaffonato. Il peso complessivo è di Kg 7.524. Il Do#3 venne rifuso da Clocchiatti nel 1967. Il campanello (Mib4) era stato fuso da Broili. Il sistema di suono è "a slancio friulano", sincronizzato sulla campana maggiore La2 per le campane del concerto; per il campanello il sistema è a slancio. Tutte le campane sono elettrificate.
Visto lo stato di forte degrado dell’incastellatura delle campane, il 30 aprile 2005 furono avviati i lavori per la collocazione di una nuova struttura, predisposta dalla ditta Simet di Feletto Umberto. Il leggero reticolato dell’incastellatura precedente sosteneva tre campane al livello più basso e una, la più piccola, al livello più alto (dove era alloggiato anche il campanello). La nuova struttura, inaugurata il 1 ottobre 2005, colloca le campane alla stessa quota e più in alto rispetto alla situazione precedente, ma il telaio sottrae alla cella campanaria la trasparenza ricercata dall’architetto Zanini per quella parte dell’edificio.

### Dati tecnici
| N. | Dedica                                               | Anno di fusione | Fonditore, luogo di fusione  | Diametro (mm, ca.) | Peso (Kg, ca.) | Nota nominale | Uso                                                       | Collegamenti video |
| 1  | Sancti Ioseph (defunctorum)                          | 1963            | Alfonso Clocchiatti, Colugna | 1.696              | 2.880          | La2 -22/100   | De profundis Concerto maggiore                            | Campana grande     |
| 2  | Mariae in coelum Assumptae                           | 1963            | Alfonso Clocchiatti, Colugna | 1.513              | 2.020          | Si2 -67/100   | Angelus Concerto maggiore Concerto minore                 | Campana mezzanona  |
| 3  | Sanctorum Petri et Pauli                             | 1967            | Alfonso Clocchiatti, Colugna | 1.360              | 1.420          | Do#3 -45/100  | Liturgie dei sacramenti Concerto maggiore Concerto minore | Campana mezzana    |
| 4  | Sanctae familiae Iesu, Mariae et Ioseph (migrantium) | 1963            | Alfonso Clocchiatti, Colugna | 1.256              | 1.200          | Re3 -59/100   | Liturgie minori Concerto minore                           | Campana piccola    |
| 5  | -                                                    | 1959 ?          | Lucio Broili, Udine          | 599                | 117            | Mib4 -30/100  | Un quarto d'ora prima delle celebrazioni                  | Campanello         |